# Borgmeiermyia paraguayana
Borgmeiermyia paraguayana är en tvåvingeart som beskrevs av Sehnal 1998. Borgmeiermyia paraguayana ingår i släktet Borgmeiermyia och familjen parasitflugor.
Artens utbredningsområde är Paraguay. Inga underarter finns listade i Catalogue of Life.